# (4968) Suzamur
(4968) Suzamur es un asteroide perteneciente al cinturón de asteroides, descubierto el 1 de agosto de 1986 por Eleanor F. Helin desde el Observatorio del Monte Palomar, Estados Unidos.

## Designación y nombre
Designado provisionalmente como 1986 PQ. Fue nombrado Suzamur en homenaje a "Suzanne Moss Murray", con motivo de su cumpleaños, el 2 de abril del año 1993. Es una amiga muy especial de la descubridora, y gran entusiasta de su trabajo como astrónoma.

## Características orbitales
Suzamur está situado a una distancia media del Sol de 2,525 ua, pudiendo alejarse hasta 2,805 ua y acercarse hasta 2,245 ua. Su excentricidad es 0,110 y la inclinación orbital 5,416 grados. Emplea 1465 días en completar una órbita alrededor del Sol.

## Características físicas
La magnitud absoluta de Suzamur es 12,9. Tiene 6,739 km de diámetro y su albedo se estima en 0,324. Está asignado al tipo espectral Sq según la clasificación SMASSII.